# Wienermobile

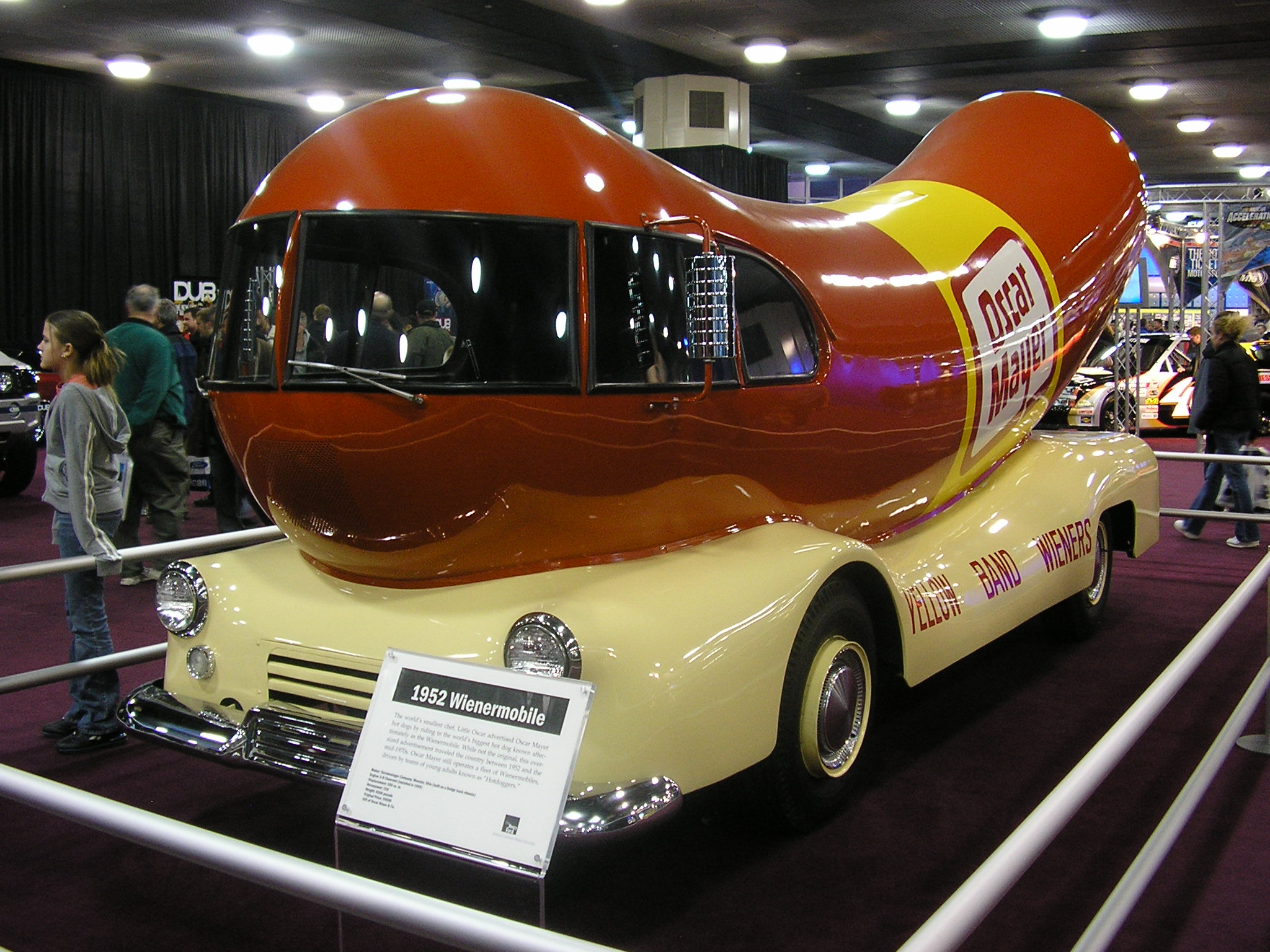
Wienermobile (1952)

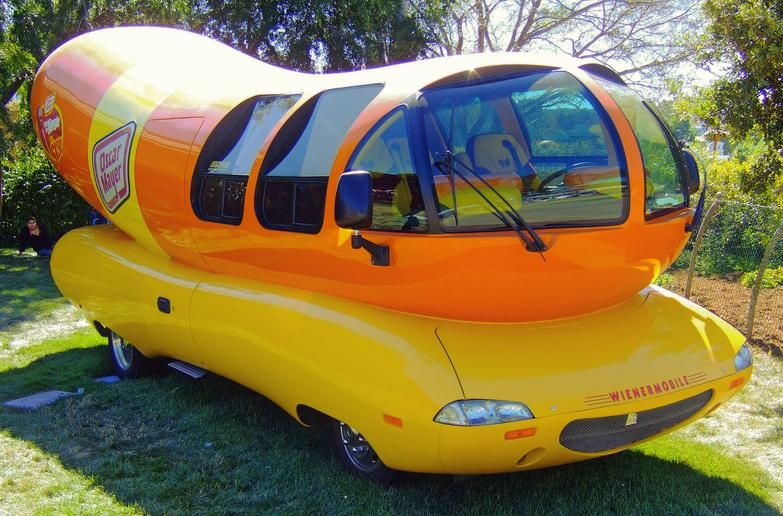
Wienermobile (2000)

Wienermobile é um famoso e exótico automóvel em forma de pão, criado em 1936 pela empresa Oscar Mayer com o objetivo de promover a marca. Os Wienermobiles levam em sua carroceria uma enorme salsicha, e possuem formato e cores que imitam um cachorro-quente. São fabricados pela Chevrolet.
Os condutores deste automóvel são conhecidos como Hotdoggers.
Desde sua criação (em 1936), já ganhou várias versões.
Este automóvel ficou bastante famoso após aparecer no cinema e em vários programas de entrevista da TV americana.
Várias versões em miniatura já foram feitas ao longo da história, e a Hot Wheels já criou duas versões para este carro. As miniaturas deste carro são conhecidos por Wienerwhistles.

## Curiosidades
- O cantor Mike Tarantino escreveu uma música chamada "Wienermobile Girl", em alusão a este carro.[3] Esta música tocou no seriado Grey's Anatomy.[4]
- O carro salsicha do início dos anos 1950 faz parte do acervo do The Henry Ford Museum.[5]